# سیارک ۹۸۲۳
سیارک ۹۸۲۳ (به انگلیسی: 9823 Annantalova، نامگذاری:4271T-1) نه هزار و هشتصد و بیست و سومین سیارک کشف شده‌است که در ۲۶ مارس ۱۹۷۱ کشف شد.
قدر مطلق سیارک برابر ۱۵٫۲۰ است.